# Adolf Krautmeyer
Adolf Robert Krautmeyer, född den 30 september 1865 i Riseberga församling, Kristianstads län, död den 12 april 1940 i Säters församling, Kopparbergs län, var en svensk militär. Han var son till Herman Krautmeyer och svärfar till Fredrik Adilz. 
Krautmeyer blev underlöjtnant vid Dalregementet 1887 och löjtnant där 1894. Han tjänstgjorde från sistnämnda år som regementsadjutant och därefter som regementskvartermästare. Krautmeyer befordrades till kapten vid regementet 1903, till major där 1913, till överstelöjtnant 1915 och till överste på reservstat 1920. Han blev riddare av Svärdsorden 1907 och kommendör av andra klassen av samma orden 1924. Krautmeyer vilar på Säters kyrkogård i Dalarna.